# 生駒吉乃
生駒 吉乃（いこま きつの、享禄元年（1528年）? - 永禄9年5月13日（1566年5月31日））は、戦国時代の女性。織田信長の側室で、信忠(諸説あり)・信雄・徳姫（諸説あり）の母とされる。法名は久菴桂昌大禅定尼。名は『前野家文書』では吉乃（吉野）とされるが実名ではない。当時の女性の例に漏れず信頼の於ける資料が真偽論争のある前野家文書以外に殆ど残されていない。

## 出自・生涯
尾張国と美濃国の国境付近で両国の通商に携わっていた生駒家宗（蔵人）の娘。（愛知県江南市出身）『前野家文書』は初めの夫を土田弥平次とする。弘治2年（1556年）に夫が戦死し、実家に戻っていた後に信長の側室となったとされる。信雄・徳姫(所説有り)を産んだとされるが、生駒家以外の記録に残るのは信雄のみである。信忠生母は不明。その後産後の肥立ちが悪く若くして亡くなったとされる。享年39歳（29歳という説もあり）。この辺りは家譜であり創作も含まれるとされる前野家文書(武功夜話)による部分である。香華料として菩提寺の久昌寺に660石が贈られた。その後、豊臣秀吉にも保護され、江戸時代は織田家（信雄流）柏原藩により度々法要が営まれていた。
菩提寺の久昌寺と荼毘地（江南市田代墓地）に墓碑が存在する。
久昌寺の吉乃の墓は、生駒家歴代当主の墓と共に市文化財に指定されているが、久昌寺には専属住職がおらず、建物の老朽化に伴い維持管理が難しくなった為、廃寺が決定した。伽藍は2022年5月より解体し、境内敷地は江南市に売却され2023年度に公園として整備される見込み。なお廃寺後も、吉乃を含む生駒家歴代の墓は残される。また旧境内に近接して、久昌寺の旧本尊や吉乃らの位牌を安置する小堂が建てられる予定となっている。

## 諸史料における記述の相違

### 名前について
通常の史料では「生駒家宗女」と書かれている。『武功夜話』では「吉乃」。これは作者の造語で、生駒家には伝わっておらず、当時そのように呼ばれていた事実はない。生駒家には「類」という名が伝承され、そちらが正式名と推察されているともいわれるが、生駒家の子孫によれば、「吉乃」「類」とも小説上の造語で、同家の多くの古文書にその様な記載は無い。
戒名の「久菴桂昌大禅定尼」から、江戸初期から末期までの生駒家の文書では「桂昌（尼）」と記されており、大正時代～戦前は「久菴」と呼ばれていた。
当時の生駒屋敷は抗争地周辺であったため、頻繁に屋敷の建設と解体が繰り返され、加えて、菩提寺の宗旨変えも繰り替えされたために、詳細な記録が乏しい。

### 没年齢について
永禄9年（1566年）5月13日、死去。享年39とされるが、吉乃は信長より4歳年下とされ29歳で死去したという説もある。

### 実家生駒家について
実家の生駒家は馬借を家業としていたといわれるが、子孫によれば、生駒家は商売をしておらず、「記録に残るものでは武家であり、武家のやり取り（手紙）であり、商売の記録は皆無」である。先代当主が『武功夜話』の作者から「もし、生駒家が商売をしていたとしたら、何が考えられますか」と質問され、「馬借」の「護衛」ならあり得るかもと語ったとされるがこれも確証は無い。
屋敷は近隣はもとより遠方からも多種多様な人の集まる場所となっており、信長は生駒氏の冨と財力と情報力を求めて近づいたともいわれている。
前述の通り、父・蔵人は通商に従事していたことから川並衆（水運業者）の蜂須賀正勝（小六）や前野長康らと交流があった。また放浪時代の木下藤吉郎が出入りしていた時に吉乃に信長とのつてを頼り小者として奉公したとの説がある。

### 最初の夫「土田弥平次」について
吉乃の夫・土田弥平次は弘治2年（1556年）9月に没したと、『前野家文書』に記述がある。しかしながら別の箇所には「天文20年（1551年）の濃姫輿入れよりも早い時期（『武功夜話』）」や、「弘治2年（1556年）の濃姫輿入れ前の天文24年（1555年）正月頃（武功夜話拾遺記載）」などに吉乃は男子（信忠）を生んだと記述されており（信忠の誕生は実際には弘治3年（1557年））、政略結婚である濃姫の輿入れよりも信長の吉乃への寵愛が早く、男子出産も早かったとしたかったものと思われる（濃姫の輿入れは実際には1549年）。
吉乃が弘治2年（1556年）9月以降に、信長の側室になったとすると、信忠の誕生は考えうる限り最短で弘治3年（1557年）8月頃となり、さらに信雄を身籠るのが信忠出産から最短であったとしても、永禄元年（1558年）5月頃の誕生となる。これは、信雄の誕生が同年3月末と伝わっていることと矛盾が生じる。
生駒家の家譜は久菴（吉乃）の項に「初何某弥平次ニ嫁ス」と記し、土田という苗字は登場しない。同家譜は、久菴の妹らの夫の姓名（織田六郎三郎、森甚之丞）や娘徳姫の夫の姓名（岡崎三郎信康）を記し、久菴の母や兄生駒家長の妻の実家の姓も記しており、「何某弥平次」という記載は異例である。そこで、この人物は後に明智光秀の娘婿となった三宅弥平次（明智秀満）で、同家譜が憚ってその姓を伏せたのかもしれないという推測を、生駒家の子孫は述べている。

### 信長正室待遇説
この説は基本的に『前野家文書』を土台とする。
吉乃が徳姫出産後の産褥で重症に陥っているのを信長が知らず、完成していた小牧山城の御台御殿（主は小牧殿と記載されている、正室・濃姫のことと推測される）に移るようにと生駒家に命じたことで、吉乃の兄の八右衛門が信長に吉乃の移動が難しいと相談に行き、初めて信長はその病を知った。そして信長自ら生駒屋敷に赴き、通常吉乃の身分では乗ることはできないはずの輿を差し向け、嫡男・信忠の生母として家臣達に披露され、拝謁を受ける。そして吉乃が小牧山城に移り住んだ後、信長は足しげく見舞うようになったなどと記述されている。
『前野家文書』においては信長が病を知らなかった期間は言明されていない。史実から計算するとこの期間は6年となる。6年もの間信長が吉乃の病を知らないということから、その間は疎遠になっていたことが読み取れる。ただし、『前野家文書』では、吉乃死亡時の永禄9年（1566年）に徳姫が5歳であったとしている。吉乃は小牧御殿に移った翌年に死亡とも記載されているので、『前野家文書』において信長は、4年間吉乃の病を知らなかったこととなる。また、御台御殿に座敷を与えられた時、初めて嫡男・信忠の生母として、側室の披露を受けたことも記述されている。それまでは『前野家文書』においても非公式の愛妾という立場であったことが分かる。
同じく『前野家文書』（武功夜話拾遺）には「先に清須に御移りは申四月日、小牧新御殿小牧殿の事」という記述があり、正室・濃姫が吉乃より先に信長と同居していたことが記されている。ただし「申四月日」をそのまま永禄3年（1560年）4月と考えると、信長は天文23年（1554年）に那古野城から清洲城に移っており、時期的に疑問が残る（あるいは単純に信長が清洲に移った「さる天文23年」4月の誤記か）。武功夜話拾遺においては、濃姫は弘治2年（1556年）3月に輿入れしたことになっているが（実際は天文18年（1549年）2月輿入れ）、当時那古野城には留守居役の林秀貞がおり、8月には秀貞が信長に敵対した稲生の戦いが起きていることもあり、那古野城に嫁ぐということも考えにくい。

### 3人の子（信忠・信雄・徳姫）について
弘治3年（1557年）に信忠、永禄元年（1558年）に信雄、永禄2年（1559年）に徳姫を産んだといわれるが、信雄以外ははっきりしない。後年織田家の主流が信雄の家系になって以降の史料には、信忠生母が信雄と同じであるとの記述が散見されるようになる。
勢州軍記・余吾庄合戦覚書・寛政重修諸家譜
信忠は正室濃姫の養子となって嫡子としての資格を得たことは江戸期の作で信憑性に乏しいが、『勢州軍記』『余吾庄合戦覚書』『津嶋大橋記』に記載されていることから、当時の奥の慣習から考えれば、正室の管理下である奥において、信長の胤であることがはっきりしている状態で信忠が誕生したと推測できる。なお、信忠、信雄は「寛政重修諸家譜」では清洲城で誕生したことが記されている。
武功夜話（前野家文書）
『前野家文書』では、吉乃自身が清洲城に入ったことは記されておらず、三子を生駒屋敷で生み、小牧城完成後数年の後に増設された同書以外に存在を確認できない御台御殿に、室（側室）として移り住んだことになっている。
織田家雑録
『織田家雑録』には「信忠・信雄・五徳の3人が鼎の足になって織田家を支えて欲しいと五徳と名付けた」とあるが、五徳を信忠の姉と表記してあるなど史料にも矛盾がある。

## 吉乃と永姫
加賀藩の『本藩歴譜』では前田利長の正室・永姫の生母を「生駒」と仮冒している。しかし、吉乃が永禄9年（1566年）の死去に対し、永姫は天正2年（1574年）の出生であり別腹である。生駒氏側史料にも生駒家宗女の子は信忠・信雄・徳姫3人のみと明記され無関係だとわかる。他に、生駒氏室もない。（生駒氏家譜）
また、信雄により母方の姓「生駒」を下賜された家臣も存在する。吉乃の娘として明厳誉傳和尚に懇願し、夫人自ら資金を出して金沢に久昌寺を建立、追崇することで当時の戦局を有利にするため、生駒氏との関係を主張したかったとものとされる。

## 関連作品
映画
- レジェンド&バタフライ（2023年 演：見上愛）

テレビドラマ
- 徳川家康（1964年 NET 演：平松淑美）役名はるい
- 徳川家康（1983年 NHK大河ドラマ 演：小田切かおる）役名はお類
- 信長 KING OF ZIPANGU（1992年 NHK大河ドラマ 演：高木美保）役名はしの
- 天下を獲った男 豊臣秀吉（1993年 TBS 演：鷲尾いさ子）
- 織田信長（1994年 テレビ東京 演：草野由紀子）役名はお類
- 豊臣秀吉 天下を獲る!（1995年 テレビ東京 演：高島礼子）役名は生野
- 秀吉（1996年 NHK大河ドラマ 演：斉藤慶子）
- 織田信長 天下を取ったバカ（1998年 TBS 演：麻生祐未）
- 利家とまつ〜加賀百万石物語〜（2002年 NHK大河ドラマ 演：森口瑤子）
- 濃姫 II 戦国の女たち（2013年 テレビ朝日 演：白須慶子）役名は茶筅丸の母

テレビアニメ
- ノブナガ先生の幼な妻（2017年- 漫画 / 2019年 演：小澤亜李）
- 胡蝶綺 〜若き信長〜（ 2019年 演：鈴木みのり）